# Rezorcin
A rezorcin egy szerves vegyület, kétértékű fenol. A molekula benzolgyűrűt tartalmaz, ehhez két hidroxilcsoport kapcsolódik meta-helyzetben. Neve a latin resina (mézga, fagyanta) és az olasz oricello (zuzmókból nyert ibolyaszínű festék) összetételéből származik.
Két izomerje van, ezek a pirokatechin és a hidrokinon. Színtelen, kristályos vegyület. Édes íze van. Vízben, alkoholban és éterben igen jól, kloroformban rosszabbul oldódik. A bőrgyógyászatban antiszeptikumként (fertőtlenítésre), illetve festékek és műanyagok gyártására használják.
Bőrizgató hatású vegyület, a bőrön kiütéseket okozhat.

## Kémiai tulajdonságai
A rezorcin redukáló tulajdonságú vegyület. Könnyen oxidálódik, különösen lúgos kémhatású oldatban. Ekkor a színe sötétebb lesz. Ibolya színreakciót ad a vas(III)-ionokkal, még nagy hígítás esetén is. A rezorcin hajlamos szubsztitúciós reakciókra, ez a hajlam hidroxilcsoportok m-helyzetével magyarázható. A szubsztitúciós reakciók 2-es és 4-es helyzetben mennek végbe a legkönnyebben.
A vegyület elméleti szempontból jelentős reakciója, hogy nátriumamalgám hatására ciklohexán-1,3-dionná alakul. Ez arra utal, hogy a vegyületnek van egy tautomer, diketon alakja. Ebben a reakcióban a vegyületnek ez az alakja vesz részt. A reakció igen könnyen végbemegy. 

## Előállítása
A rezorcint benzol-1,3-diszulfonsav alkáliömlesztésével állítható elő. A benzol-1,3-diszulfonsav legegyszerűbben benzolból nyerhető. Az alkáliömlesztést nátrium-hidroxiddal vagy kálium-hidroxiddal végzik. 

## Felhasználása
A rezorcint a bőrgyógyászatban fertőtlenítésre (antiszeptikumként) használják, ugyanis kevésbé mérgező, mint a fenol és kevésbé izgatja a bőrt. Emellett számos jelentős anyagot rezorcinból állítanak elő. Kiindulási anyag többféle festék előállításánál, ilyenek például a fluoreszcein és az eozin. Emellett felhasználják a műanyagiparban és egyes gyógyszerek gyártására. Adalékanyagként használják a gumigyártásban. Szintetikus ragasztók készítésére is használják.